# Love Alarm
Love Alarm (Hangeul: 좋아하면 울리는, RR Joahamyeon Ullineun) ist eine südkoreanische Dramaserie, die auf den gleichnamigen Webtoon von Chon Kye-young basiert. Die Serie erschien am 22. August 2019 weltweit auf Netflix. Im Oktober 2019 wurde eine zweite Staffel angekündigt, welche am 12. März 2021 auf Netflix erschien.

## Handlung

### Staffel 1
Die Smartphone-App Joalarm (Love Alarm) wurde gerade auf den Markt gebracht und verändert die südkoreanische Gesellschaft. Die App lässt ihre Nutzer wissen, wenn sich ein heimlicher Verehrer im Umkreis von zehn Metern befindet. Nach vier Jahren verzeichnet die App etwa zehn Millionen Downloads, doch einige nutzen die App dennoch nicht. Meist vertrauen Oberstufenschüler der App. Kim Jo-jo ist seit Jahren mit ihrem Kindheitsfreund Il-sik zusammen, so dass beide die App nicht für nötig halten. Jo-jos Cousine Park Gul-mi ist K-Pop-Trainee und darf die App seitens ihrer Agentur nicht verwenden, auch der junge Lee Hye-yeong nutzt die App nicht. Eines Tages kommt Hwang Sun-oh, der zuvor als Model arbeitete und dessen Mutter berühmt ist, aus den USA zurück. Er besucht seinen Freund Hye-yeong und bemerkt, wie dieser das Mädchen Kim Jo-jo verfolgt. Sun-oh glaubt, Hye-yeong habe sich in sie verliebt, was er jedoch abstreitet. Sun-oh glaubt es ihm aber nicht und beobachtet Jo-jo. Dabei verliebt er sich selbst in sie. Eines Tages küssen sich Sun-oh und Kim Jo-jo. Sowohl Il-sik und Jo-jo laden die App Joalarm herunter und merken, dass sie nie ineinander verliebt waren. Jo-jo und Sun-oh sind von diesem Tag an ein Paar, Jo-jos Cousine Gul-mi missfällt dies jedoch und ist eifersüchtig.

### Staffel 2
Die App Joalarm (Love Alarm) wurde wie angekündigt um das Update 2.0 erweitert. Nun kann der Benutzer sehen, welche Person einen in Zukunft lieben wird. Jo-jo studiert mittlerweile an einer Universität und ist mit Hye-yeong zusammen, welcher im Love Alarm Büro arbeitet. Aufgrund des Schildes kann Jo-jo den Love Alarm von Hye-yeong immer noch nicht auslösen. Gequält von dieser Tatsache, sucht sie den Entwickler, um den Schild entfernen zu lassen. Obwohl sie der festen Überzeugung ist, dass der Entwickler Chon Duk-gu ist, spricht sie mit dem vermeintlichen Love Alarm Entwickler Brian Chon, welcher von dem Schild weiß, ihr aber nicht helfen kann. Dieses Gespräch wurde von Sun-oh zufällig mitgehört, welcher jetzt von der Existenz des Schildes weiß und Jo-jo damit konfrontiert. Sun-oh ist weiterhin noch mit Yuk-jo zusammen, kann ihren Love Alarm aber weiterhin nicht auslösen. Währenddessen versucht Park Gul-mi immer noch durch Love Alarm berühmt zu werden, in der Hoffnung den Entwickler im Badge Club persönlich kennen zu lernen, um mit ihm zusammenzukommen. Weiterhin überschatten tragische Ereignisse, in Zusammenhang mit Love Alarm, das Tägliche Leben.

## Besetzung und Synchronisation
Die deutschsprachige Synchronisation entstand nach den Dialogbüchern von Ralf Pel, Thomas Maria Lehmann und Martina Mank sowie unter der Dialogregie von Ralf Pel und Ralph Brauchle durch die Synchronfirma RRP Media in Berlin.
| Rolle                    | Schauspieler   | Synchronsprecher                                            |
| ------------------------ | -------------- | ----------------------------------------------------------- |
| Kim Jo-jo                | Kim So-hyun    | Nadine Nourney                                              |
| Kim Jo-jo (jung)         | Kim Ji-woo     | Felina Steinert (1. Stimme) Alma van Cauwelaert (2. Stimme) |
| Hwang Sun-oh             | Song Kang      | Patrik Cieslik                                              |
| Hwang Sun-oh (jung)      | Kim Ji-woo     | Nikita Steinert                                             |
| Lee Hye-yeong            | Jung Ga-ram    | Artur Weimann                                               |
| Lee Hye-yeong (jung)     | Jung Ji-hoon   | Joshua Waga (1. Stimme) Silas Schubert (2. Stimme)          |
| Kim Jang-go              | Z.Hera         | Ramona Rockenhausen                                         |
| Jang Il-sik              | Shin Seung-ho  | Oscar Räuker                                                |
| Park Gul-mi              | Go Min-si      | Julia Turkali                                               |
| Chon Duk-gu              | Lee Jae-eung   | Nico Wiek                                                   |
| Lee Yuk-jo               | Kim Si-eun     | Luisa Casper                                                |
| Sung Ji-yeon             | Kim Ye-ji      | Josephine Martz                                             |
| Jeong Mi-mi              | Song Sun-mi    | Juliane Kindler                                             |
| Bae Kyung-hee            | Shim Yi-young  | Linda Stelzner (1. Stimme) Dina Hellwig (2. Stimme)         |
| Ko Hyun-sook             | Park Sung-yeon | Anna Dramski                                                |
| Hwang Jae-cheol          | Kim Young-pil  | Andree Solvik (1. Stimme) Nico Nothnagel (2. Stimme)        |
| Kim Min-jae              | Yoon Na-moo    | Edwin Gellner                                               |
| Jang In-su               | Jang Tae-min   | Niklas Kohrt                                                |
| Lee Gang-rae             | Yoon Dong-hwan | Norbert Stöß                                                |
| Mon Sun                  | Jo Yoo-jung    | Ronja Peters                                                |
| Brian Chon               | Ki Do-hoon     | Andree Solvik                                               |
| Mutter von Kim Jo-jo     | Yeom Ji-young  | Katharina Palm                                              |
| Großmutter von Kim Jo-jo | Kim Young-ok   | Marina Erdmann                                              |
| Herr Choi                | Kim Hee-chang  | Norbert Stöß                                                |

## Episodenliste

### Staffel 1
| Nr. (ges.)                                                                           | Nr. (St.) | Deutscher Titel                            | Originaltitel                                   |
| ------------------------------------------------------------------------------------ | --------- | ------------------------------------------ | ----------------------------------------------- |
| 1                                                                                    | 1         | Der Blitz vor dem Donner                   | 천둥이 울리기 전 번개가 먼저 치는 것처럼        |
| 2                                                                                    | 2         | Gegen Liebe ist kein Kraut gewachsen       | 좋아한다는 건 누구도 막을 수 없는 일            |
| 3                                                                                    | 3         | Das Wunder zweier Menschen, die sich mögen | 내가 좋아하는 사람이 나를 좋아한다, 기적같은 일 |
| 4                                                                                    | 4         | Du bist an meiner Seite                    | 세상에서 가장 큰 위로, 내 편이 있다는           |
| 5                                                                                    | 5         | Der Ernst einer Beziehung                  | 좋아하는 마음의 무게                            |
| 6                                                                                    | 6         | Dein Herz ist jetzt sicher                 | 이제 당신의 마음은 보호됩니다                   |
| 7                                                                                    | 7         | Was ich nur dir erzählen kann              | 숨겨두고 참아왔던 말, 너에게만 할 수 있는 말    |
| 8                                                                                    | 8         | Die Eins ist größer als jede andere Zahl   | 1은 세상의 모든 수보다 크다                     |
| Am 22. August 2019 wurden alle Folgen der ersten Staffel bei Netflix veröffentlicht. |           |                                            |                                                 |

### Staffel 2
| Nr. (ges.)                                                                          | Nr. (St.) | Deutscher Titel | Originaltitel |
| ----------------------------------------------------------------------------------- | --------- | --------------- | ------------- |
| 9                                                                                   | 1         | Folge 1         | 1화           |
| 10                                                                                  | 2         | Folge 2         | 2화           |
| 11                                                                                  | 3         | Folge 3         | 3화           |
| 12                                                                                  | 4         | Folge 4         | 4화           |
| 13                                                                                  | 5         | Folge 5         | 5화           |
| 14                                                                                  | 6         | Folge 6         | 6화           |
| Am 12. März 2021 wurden alle Folgen der zweiten Staffel bei Netflix veröffentlicht. |           |                 |               |

## App
Als Merchandise wurde zum Serienstart die App Joalarm für das Smartphone-Betriebssystem Android veröffentlicht. Die App kann weltweit heruntergeladen werden, funktioniert aber nicht genauso wie die App in der Serie und kann quasi nur in Seoul voll ausgeschöpft werden. Dabei dient die App für Promotions- und Paarevents rund um den See Seokchon in Gangnam, wo Netflix diverse Attraktionen zur Serie bis zum 1. September 2019 anbot. Der Name der App setzt sich zusammen aus den Wörtern joa (좋아) für ‚mögen‘ und alarm (알람).

## Rezeption
Joan MacDonald von Forbes findet, dass Kim So-hyun gut zur Figur Jo-jo passe. Für MacDonald ist es interessant, dass sich die beiden Hauptcharaktere bereits in der ersten Episode küssen, ohne ein Paar zu sein oder vorher ihre Liebe zu bekennen. Dies sei ungewöhnlich für koreanische Dramen. Für Stephen McCarty von der South China Morning Post ist Love Alarm nicht nur eine unschuldige Liebesgeschichte, sondern befasse sich auch mit Datenschutz, homosexuellen Rechten, den extremen Folgen von Liebeskummer und der gesellschaftlichen Smartphone-Penetration.